# 伊達村純
伊達 村純（だて むらずみ）は、江戸時代中期の仙台藩一門第二席・亘理伊達家第8代当主。

## 生涯
延享3年（1746年）、亘理伊達家第7代当主・伊達村実の長男として生まれる。幼名は兵力。
宝暦7年（1757年）11月、父村実の死去により家督相続し亘理邑主となる。宝暦8年（1758年）7月、藩主伊達重村に初めて拝謁する。宝暦9年（1759年）藩主重村の加冠により仙台城で元服し、偏諱を受けて村純と名乗る。
宝暦12年（1762年）10月、白河村広の娘と結婚した。
明和4年（1767年）2月に病のため隠居。嫡男兵力（村氏）はまだ幼いため、弟の英之介（村好）が家督を相続した。
寛政7年（1795年）3月2日、死去。享年50。